# Chris Kempers
Chris Kempers es una cantante alemana nacida el 7 de enero de 1965 en Mönchengladbach.

## Eurovisión
En 1990 representó a Alemania en el Festival de la Canción de Eurovisión 1990, junto con Daniel Kovac con la canción Frei zu leben. Actuaron en la 13.ª posición y consiguieron la novena posición con 60 puntos. Fueron los primeros representantes en Eurovisión de la Alemania unificada.